# Standard Sumqayıt
Standard Sumqayıt war ein aserbaidschanischer Fußballverein aus Sumqayıt. 
Im Jahr 2006 als Arsenal Baku in Baku gegründet, änderte der Klub im Februar 2007 seinen Namen in Standard. Am Saisonende stand der Aufstieg in die Premyer Liqası, der höchsten Liga im aserbaidschanischen Fußball, in der man seither spielt. 2009 erfolgte der Umzug ins etwa 30 km von Baku entfernte Sumqayıt. 2010 wurde der Klub aufgelöst.

## Bekannte Spieler und Trainer
- Anatolie Doroș
- Fərid Quliyev
- Valdas Ivanauskas
- Osmar Sigueira